# Phyllanthus biflorus
Phyllanthus biflorus är en emblikaväxtart som beskrevs av Henry Hurd Rusby. Phyllanthus biflorus ingår i släktet Phyllanthus och familjen emblikaväxter.
Artens utbredningsområde är Bolivia. Inga underarter finns listade i Catalogue of Life.